# Brza
Brza je naselje u gradu Leskovcu, Jablanički upravni okrug, Srbija. Prema popisu iz 2022. godine u Brzi je živjelo 814 stanovnika.